# 勒伯勒東
勒伯勒東（法語：Albert-Édouard Le Brethon de Caligny，1833年12月11日—1863年1月17日），法國蓬萊韋克人，初爲法國海軍參將。1861年（咸豐十一年），來到上海。當時太平軍佔據寧波，英法兩國不支持太平天國，決定組軍協助清兵，並派勒伯勒東乘船泊於三江口。1862年（同治元年），參與清軍攻克寧波城。他協助常勝軍訓練新入伍的中國士兵。六月，法國駐寧波海軍司令勒伯勒東，募兵1,500人就任常捷軍統領。1863年，權授浙江總兵，受巡撫、寧波道節度。上虞太平軍進犯泗門、馬渚時，勒伯勒東領軍在餘姚迎戰，1863年1月17日在紹興受傷致死。清廷以法軍參將法爾第福爲江蘇副將，接領常捷軍。

## 延伸阅读
[在维基数据编辑]
 《清史稿·卷435》，出自趙爾巽《清史稿》